# Ambléon
Ambléon – miejscowość i gmina we Francji, w regionie Owernia-Rodan-Alpy, w departamencie Ain.

## Demografia
Według danych na styczeń 2012 r. gminę zamieszkiwało 116 osób, a gęstość zaludnienia wynosiła 19,7 osób/km².

Populacja Ambléon w latach 1962-2008